# ملتداون (أغنية ستروماي)
ملتداون (بالإنجليزية: Meltdown)‏؛ هي أغنية لمغني الهيب-هوب البلجيكي ستروماي، صدرت في 17 نوفمبر 2014، وكانت ضمن مجموعة أغاني ألبوم الموسيقى التصويرية لمباريات الجوع: الطائر المقلد - الجزء الأول.